# Eduardo Elsztain
Eduardo Sergio Elsztain (Buenos Aires, 26 de enero de 1960) es un empresario argentino y presidente de las compañías de bienes raíces IRSA e IRSA Propiedades Comerciales, del Banco Hipotecario, y de las agropecuarias Cresud y BrasilAgro. Es también Presidente de la compañía Austral Gold, de la Fundación IRSA, y es cofundador de Endeavor Argentina.

## Primeros años
Elsztain nació en Buenos Aires el 26 de enero de 1960. Está casado desde 1991 con Mariana, con quien tuvo cuatro hijos.
Su abuelo vino de Polonia a principios de siglo, antes de la guerra. Se instaló en Argentina, primeramente en Buenos Aires, después fue al sur, luego puso un comercio de ramos generales en Las Lomitas (Formosa) y allí tuvo tres hijos: el papá de Eduardo, Alberto y Esther. El padre de Eduardo y su tío viajaron a Buenos Aires y realizaron el secundario en un internado.
En simultáneo, su abuelo materno, León, le inculcó tradiciones judías.

### Formación
Eduardo Elsztain es exalumno del Colegio Nacional Buenos Aires y a los 23 años decidió no culminar sus estudios.

## Carrera

### IRSA Inversiones y Representaciones SA
Gracias al impulso de Peter Gruber, su mentor y primer inversor, Elsztain compró IRSA Inversiones y Representaciones Sociedad Anónima en junio de 1991. La empresa, fundada en 1943, es la mayor empresa argentina inversora en bienes raíces y la única empresa inmobiliaria argentina que cotiza sus acciones tanto en Bolsas y Mercados Argentinos (“BYMA”) y en la Bolsa de Comercio de Nueva York (“NYSE”).
La empresa es propietaria, desarrolladora y administradora de centros comerciales, edificios de oficinas, hoteles centros de convenciones y otras de las propiedades comerciales más importantes de la Argentina en términos de área bruta locativa y cantidad de propiedades de renta.

### Fundación IRSA
Eduado Elsztain es presidente de la Fundación IRSA, donde promueve la educación de niños y jóvenes. Uno de sus programas más reconocidos fue “Puerta 18”, el cual ofrece educación informática y tecnológica gratuita para jóvenes.

### IRSA Propiedades Comerciales
IRSA Propiedades Comerciales fue constituida en 1889 bajo el nombre Sociedad Anónima Mercado de Abasto Proveedor (SAMAP) y, hasta 1984, fue la operadora del principal mercado de productos frescos de la Ciudad Autónoma de Buenos Aires. Su principal activo era el histórico edificio del Mercado de Abasto que sirvió desde 1889 hasta 1984, cuando se interrumpieron gran parte de sus operaciones.
En 1991 la compañía fue adquirida por IRSA y creció exponencialmente, pasando a llamarse Alto Palermo Sociedad Anónima y dando inicio al negocio de los centros comerciales. Luego en 2015 cambió nuevamente su denominación a la actual IRSA PC. Con la inversión de IRSA inició una serie de adquisiciones y proyectos de desarrollo que culminaron en la reorganización societaria.
En 2022 se culminó un proceso de fusión por absorción entre IRSA Propiedades Comerciales e IRSA Inversiones y Representaciones SA siendo esta última la sociedad absorbente.

### Cresud
Elsztain es presidente de Cresud. Fundada en 1936  y adquirida en 1994, fue la primera compañía agropecuaria latinoamericana en ser listada tanto en USA como en Argentina, pionera en el negocio de desarrollo de tierras. Posee más de mil doscientos empleados en operaciones relacionadas con la agricultura. Produce bienes con presencia creciente en la región a través de inversiones en Brasil, Paraguay y Bolivia.
En 2006 se creó la empresa BrasilAgro con el fin de replicar el modelo de negocios en Brasil. Actualmente, Cresud posee aproximadamente 800 mil hectáreas bajo manejo en 24 campos propios y una concesión a largo plazo.

### BrasilAgro
Elsztain preside también BrasilAgro. Empresa fundada en el año 2006, replicando el modelo de negocio de CRESUD en Brasil. Es una empresa agrícola líder en América Latina dedicada a la operación y conformación de un valioso portafolio de tierras rurales en Argentina, Brasil, Paraguay y Bolivia. La empresa es productora de soja, maíz, trigo ganado vacuno y leche, y posee directa e indirectamente 1 millón de hectáreas de tierras agrícolas.
El plan de negocio es contemplar la valoración de las propiedades rurales como el principal vector de retorno financiero. Afirman que el valor de una propiedad rural está directamente relacionado con la generación de efectivo por unidad de área. Por eso, su objetivo es maximizar el retorno de las inversiones a través de: Identificación, adquisición, desarrollo y explotación de propiedades rurales con alto potencial de valorización; la optimización del rendimiento y productividad de nuestras propiedades rurales mediante la implementación de tecnología y técnicas agrícolas de excelencia.

### Banco Hipotecario
Eduardo Elsztain preside el Banco Hipotecario, una entidad financiera argentina. La institución se privatizó en la década de 1990, organizándose como sociedad anónima, durante el cual el Grupo IRSA asumió un rol central en su dirección. En el 2009, IRSA adquiere una participación accionaria del Banco Hipotecario.

### Endeavor Argentina
Elsztain es cofundador de Endeavor Argentina.

## Controversias

### Panamá Papers
Elsztain ha figurado reiteradamente por cuentas fantasmas en los documentos de los Papeles de Panamá como titular de sociedades y fideicomisos en Bermudas y la Isla de Man. Al día de hoy, la investigación todavía no tuvo una resolución judicial.

### Privatización del Banco Hipotecario
Por las irregularidades en la privatización del Banco Hipotecario en 1997, fue imputado junto con Daniel Marx, el exministro de Economía Roque Fernández y otros funcionarios por la presunta comisión de los delitos de asociación ilícita, fraude en perjuicio de la administración pública, usura, abuso de autoridad y violación de los deberes de funcionario, cohecho pasivo y tráfico de influencias, malversación, peculado, negociaciones incompatibles con el ejercicio de la función pública, fraude al comercio y a la industria. Actualmente, no se ha informado de ningún desenlace judicial ni avances significativos en la investigación.

## Reconocimientos
- 1998/ 2008 Premio Konex - Diploma al Mérito[9]
- 2015 Empresario Líder de la Univ Siglo XXI
- 2017 Premio Fortuna a la Trayectoria Empresarial